# Bernadette Soubirous
Bernarde-Marie Soubirous, detta Bernadette (in occitano Maria Bernarda, o Bernadeta, Sobirós; in italiano Maria Bernarda, Bernadetta o Bernardetta Soubirous; Lourdes, 7 gennaio 1844 – Nevers, 16 aprile 1879), è stata una mistica e religiosa francese, proclamata santa da papa Pio XI nel 1933.
È conosciuta per le apparizioni mariane alle quali riferì di aver assistito in una grotta del suo paese natale (grotta di Massabielle). Tali visioni riguardano una "signora vestita di bianco", divenuta nota poi come Nostra Signora di Lourdes. Gli accadimenti di cui fu protagonista la giovane Bernadette hanno reso Lourdes uno dei principali luoghi di pellegrinaggio per chi professa la fede cattolica.

## Biografia

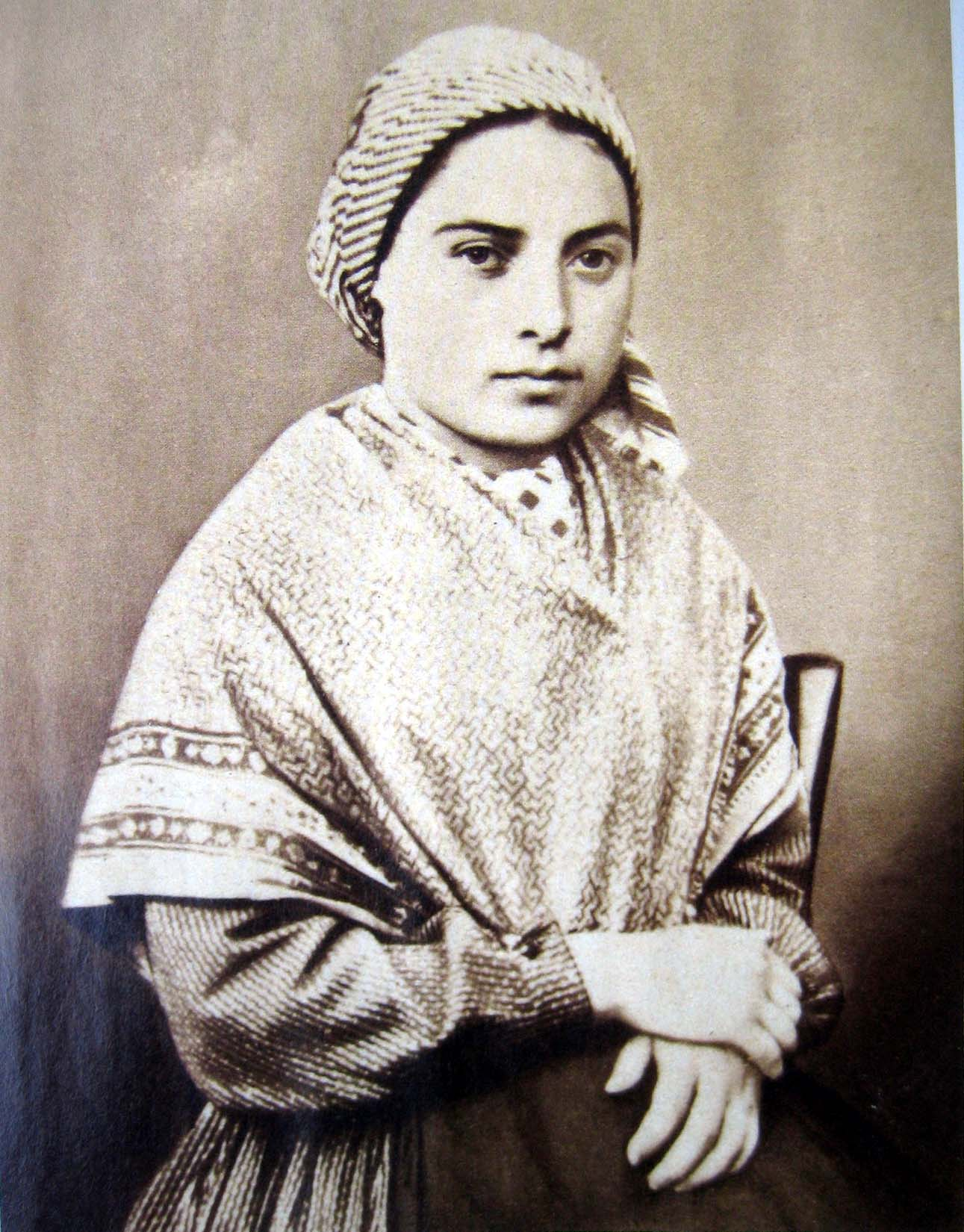
Bernadette Soubirous

I suoi genitori, François Soubirous (1807–1871) e Louise Castérot (1825–1866), gestivano il mulino di Boly, dove ella nacque il 7 gennaio 1844. Fu battezzata due giorni più tardi, il 9 gennaio, primo anniversario di matrimonio dei suoi genitori, nella chiesa parrocchiale di San Pietro. Dopo di lei, i due coniugi ebbero altri sei figli: Marie, detta Toinette (1846–1892), Jean-Marie (1851-1919), Justin, morto prematuramente (1855-1865), Bernard-Pierre (1859-1931) e altri due che morirono in tenera età.
La crisi che colpì la Francia agricola si abbatté anche sulla sua famiglia, che visse in estrema povertà. Bernadette conobbe la fame e la malattia: nei primi anni, prima di trasferirsi definitivamente a Nevers, Bernadette visse con la famiglia nel cosiddetto cachot, una casa divenuta di proprietà di un cugino del padre, caratterizzata esclusivamente da una stanza di appena 16 m², scura e malsana, in quanto precedentemente era stata un carcere cittadino, fatto spostare altrove proprio per motivi di cattiva igiene. Di salute fragile, a causa dell'asma sopraggiunta per le continue inalazioni dell'aria malsana dell'abitazione, Bernadette dimostrava meno anni di quelli che aveva. I suoi sentimenti religiosi erano già forti, sebbene ella non conoscesse per nulla il catechismo essendo analfabeta («[...] se la Santa Vergine mi ha scelto, è perché sono la più ignorante!» dirà più tardi). Alcuni vicini affermarono che la famiglia viveva in un'armonia fuori dal comune, che sembrava riposare su amore reciproco, vicendevole sostegno e sulla loro devozione religiosa.
Per contribuire al mantenimento della famiglia, Bernadette fu affidata a una famiglia di amici presso Bartrès, impiegata nella sorveglianza e pascolo delle greggi e come cameriera presso la loro taverna. Nel 1857, nell'anno che precedette le apparizioni, il padre François Soubirous fu accusato ingiustamente di furto.

### Le apparizioni
Secondo quanto riferito dalla stessa Bernadette, l'11 febbraio 1858, appena quattordicenne, mentre assieme a una sorella e a un'amica raccoglieva legna da ardere in un boschetto vicino alla grotta di Massabielle (poco fuori Lourdes), Bernadette avrebbe avuto la prima visione di ciò che descrisse come "una piccola signora giovane" in piedi in una nicchia della roccia. Bernadette affermò che la "bellissima signora", nel corso della terza apparizione, le aveva chiesto di tornare alla grotta ogni giorno per quindici giorni e riferì anche che la signora vestiva un velo bianco, una cinta blu, aveva una rosa dorata su ogni piede e teneva nelle mani un Rosario.
Le giovani che erano in sua compagnia dissero di non aver visto nulla. L'identità dell'apparizione - nelle parole di Bernadette - rimase sconosciuta fino alla diciassettesima visione; fino ad allora Bernadette si limitò a chiamarla semplicemente Aquerò (pronuncia "acherò"; in lingua occitana significa, all'incirca, quella là, una maniera di riferirsi a una generica figura femminile).

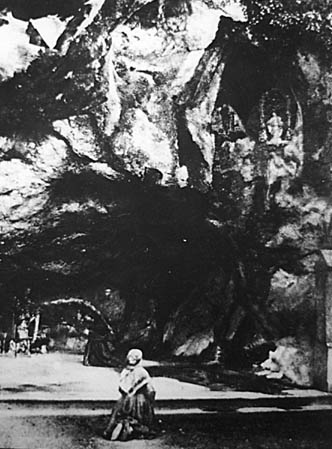
Bernadette alla grotta di Massabielle in una foto del 1863.

La storia di Bernadette creò scompiglio tra gli abitanti della cittadina, che erano divisi sulla convinzione che la ragazza dicesse, o no, la verità. Presto un grande numero di persone la seguirono quotidianamente nel suo percorso, alcuni per curiosità, altri perché credevano fermamente di assistere ad un miracolo.
I contenuti delle altre visioni cui Bernadette disse di aver assistito furono semplici, focalizzati sulle necessità di preghiera e penitenza. Tuttavia, durante la tredicesima apparizione, il 2 marzo, Bernadette spiegò alla sua famiglia che la signora avrebbe detto «Va’ per favore dai sacerdoti e di’ loro che una cappella deve essere costruita qui. Lasciate che qui passino le processioni». Accompagnata da due delle sue zie, Bernadette puntualmente si presentò con la richiesta al parroco, Padre Dominique Peyramale, un uomo brillante, ma burbero, con poca disponibilità a credere ad affermazioni su apparizioni o miracoli.
Padre Peyramale disse a Bernadette che la signora doveva dare un'identificazione. La ragazza affermò che nella visione successiva ripeté le parole del parroco alla signora, ma che ella si inchinò leggermente, sorrise e non rispose nulla. Padre Peyramale disse a Bernadette di provare che la "signora" era "reale", di chiederle un miracolo, cioè di far fiorire e germogliare il cespuglio di rose subito sotto la nicchia. Era metà febbraio.
Come Bernadette riportò più tardi alla sua famiglia e agli inquirenti civili ed ecclesiastici, durante la nona apparizione la signora presumibilmente le avrebbe detto di bere dalla sorgente che fluiva sotto la roccia e di mangiare le piante che crescevano liberamente lì, e benché sul luogo non vi fossero sorgenti conosciute e il terreno fosse duro e arido, Bernadette suppose che la "signora" volesse indicare che la sorgente era sotto terra. La ragazza fece quindi come le era stato detto e scavò nella terra, ma, quando non accadde nulla, lo scetticismo si impossessò dei presenti. Tuttavia, il giorno dopo, l'acqua cominciò a fluire. Alcuni devoti seguirono l'esempio di Bernadette e bevvero dalla sorgente facendo abluzioni, cui furono presto attribuite proprietà curative.
Dal giorno in cui Bernadette aveva portato alla luce la sorgente, 72 guarigioni tra quelle verificate dall'Ufficio Medico di Lourdes e classificate come "inspiegabili", sono state riconosciute miracolose dalla Chiesa cattolica. La commissione di Lourdes che esaminò Bernadette dopo le visioni eseguì anche un'analisi accurata dell'acqua, trovando soltanto un alto contenuto di minerali e null'altro di straordinario che potesse spiegare le guarigioni. Bernadette stessa disse che la fede e le preghiere avevano curato i malati.
Durante la sedicesima apparizione, avvenuta il 25 marzo, giorno in cui la Chiesa cattolica commemora l'Annunciazione, la signora, alzando gli occhi al cielo e unendo in segno di preghiera le mani, avrebbe detto a Bernadette in occitano, la lingua locale: Que soy era Immaculada Councepciou ("Io sono l'Immacolata Concezione"). Quattro anni prima papa Pio IX aveva stabilito il dogma dell'Immacolata Concezione, secondo cui, sola tra tutti gli esseri umani mai vissuti, la Vergine Maria era nata senza la macchia del Peccato originale. In occasione di questa apparizione, una statua dell'Immaculée Conception era stata posizionata fra Bernadette e la sua "visione". Bernadette disse pure che la Madonna guardava questa statua con piacere.
Durante la diciassettesima apparizione, il 7 aprile, avvenne il cosiddetto "Miracolo del cero". Bernadette teneva fra le mani una candela che, durante la visione, bruciò del tutto: fu riferito che la fiamma rimase a diretto contatto con la sua pelle per più di 15 minuti, ma ella apparentemente non mostrava nessun segno di dolore o ustione. Tale avvenimento fu testimoniato da molte persone presenti, incluso il medico scettico Pierre Romaine Dozous, che cronometrò e documentò il fatto. Secondo il suo rapporto, non c'era alcun segno che mostrasse che la pelle di Bernadette fosse danneggiata in alcun modo, quindi tenne sotto controllo la ragazza senza intervenire. Il prodigio era stato osservato contemporaneamente da diversi altri presenti, il cui stupore aveva di fatto richiamato l'attenzione di Dozous. Dopo che Bernadette ebbe riferito che la visione era terminata, il dottore affermò di aver esaminato la mano della ragazza senza trovarvi alcuna evidenza di bruciatura e che ella era del tutto ignara di quanto stava accadendo. Il dottore disse allora di aver applicato brevemente una candela accesa sulla mano della ragazza e che lei aveva reagito immediatamente. L'episodio fu la causa della subitanea conversione del dottor Dozous.
Bernadette era una giovane malaticcia, aveva avuto il colera durante l'infanzia e aveva sofferto per la maggior parte della sua vita di asma; alcune delle persone che la intervistarono in merito alle apparizioni la credevano lievemente ritardata. Tuttavia, malgrado le rigorose investigazioni ufficiali della Chiesa cattolica e del governo francese, sostenne sempre con determinazione il suo racconto. Il suo comportamento durante questo periodo è stato preso come modello per le attuali investigazioni della Chiesa su chiunque affermi di aver avuto visioni ed esperienze mistiche.
La prima visione e le successive diciassette analoghe che la giovane avrebbe avuto sono state accettate, dopo attente analisi e la raccolta di testimonianze dirette, come eventi miracolosi dalla Chiesa cattolica, che le riconosce come manifestazioni della Beata Vergine Maria:

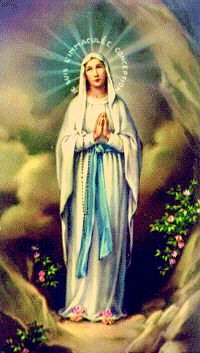
Una rappresentazione artistica della Madonna di Lourdes.

1. giovedì 11 febbraio 1858: con la sorella Marie Toinette (1846-1892) e Jeanne Abadie, detta Baloume, una loro amica, Bernadette si recò lungo il Gave per raccogliere della legna. A causa della sua salute precaria, ella esitò ad attraversare il Gave, gelido, come avevano fatto la sorella e l'amica. Fu allora sorpresa da un rumore simile a una folata di vento e alzò la testa verso la grotta di Massabielle: «Intravidi una signora vestita di bianco: ella portava un vestito bianco, un velo anch'esso bianco, una cintura blu ed una rosa gialla su ciascun piede». Bernadette recitò una preghiera e la signora sarebbe sparita, dopodiché Bernadette attraversò il fiume per raggiungere la sorella e l'amica senza avvertire il freddo della corrente del fiume;
2. domenica 14 febbraio 1858: i suoi genitori vietarono a Bernadette di tornare alla grotta, ma poi cedettero alla sua insistente richiesta. Sul posto recitò il rosario e avrebbe visto apparire la signora, gettandole dell'acqua benedetta per essere sicura che ciò che vedeva non provenisse dal maligno. La signora avrebbe sorriso e inclinato la testa prima di sparire;
3. giovedì 18 febbraio 1858: Bernadette, sotto la pressione di una donna di Lourdes, chiese alla signora di scrivere il suo nome, ma ella avrebbe risposto: «Non è necessario» e poi aggiunse: «Non vi prometto di rendervi felice in questo mondo, ma nell'altro. Volete avere la grazia di venire qui per quindici giorni?»;
4. venerdì 19 febbraio 1858: Bernadette venne alla grotta con un cero benedetto e acceso (cosa che poi divenne una consuetudine). La signora sarebbe apparsa brevemente;
5. sabato 20 febbraio 1858: la signora avrebbe insegnato una preghiera personale a Bernadette, che alla fine fu assalita da una grande tristezza;
6. domenica 21 febbraio 1858: un centinaio di persone accompagnarono Bernadette. La signora si sarebbe presentata solo a Bernadette e il commissario di polizia Jacomet l'interrogò su ciò che ella aveva visto. Bernadette si accontentò di ripetere: «aquerò» (quella là);
7. martedì 23 febbraio 1858: accompagnata da centocinquanta persone, Bernadette si recò alla grotta, dove l'apparizione le avrebbe rivelato un segreto «soltanto per lei»;
8. mercoledì 24 febbraio 1858: la signora avrebbe trasmesso un messaggio a Bernadette: «Penitenza! Penitenza! Penitenza! Pregate Dio per i peccatori! Andate a baciare la terra in penitenza per i peccatori!»;
9. giovedì 25 febbraio 1858: erano presenti trecento persone. Bernadette affermò che la signora le chiese di bere alla sorgente: «Andate a bere alla fonte e a lavarvi. Voi mangerete di quell'erba che è là». Bernadette racconterà più tardi: «Io non trovai che un po' di acqua infangata. Al quarto tentativo potei bere». La folla l'accusò di essere folle ed ella rispose: «È per i peccatori»;
10. sabato 27 febbraio 1858: ottocento persone accompagnarono Bernadette. L'apparizione sarebbe restata silenziosa, Bernadette bevve l'acqua;
11. domenica 28 febbraio 1858: duemila persone assistettero all'estasi di Bernadette che pregò, baciò la terra, strisciò sulle ginocchia. Il giudice Ribes minacciò di imprigionarla;
12. lunedì 1º marzo 1858: millecinquecento persone accompagnarono Bernadette, tra i quali, per la prima volta, un sacerdote. La stessa notte Catherine Latapie, un'amica di Bernadette, per un impulso improvviso da lei dichiarato, si recò alla grotta ed immerse il suo braccio, paralizzato da più di due anni, nella fonte: la donna viene invasa da una grande dolcezza e il braccio e la mano ritrovarono la loro mobilità. La guarigione inspiegabile di Catherine Latapie sarà riconosciuta come il primo miracolo di Lourdes;[6]
13. martedì 2 marzo 1858: la folla fu numerosa. La signora avrebbe chiesto a Bernadette: «Andate a dire ai sacerdoti che si venga qui in processione e che si costruisca una cappella». L'abate Peyramale, parroco di Lourdes, volle conoscere il nome della signora ed esigette una prova precisa: voleva veder fiorire il rosaio di rose canine della grotta in pieno inverno;
14. mercoledì 3 marzo 1858: tremila persone accompagnarono Bernadette, ma la visione non apparve. Più tardi Bernadette si sentì chiamata a ritornare alla grotta, dove domandò alla signora quale fosse il suo nome ed ella le avrebbe risposto con un sorriso. Il parroco Peyramale insistette: «Se la signora vuole veramente una cappella, dica il suo nome e faccia fiorire il roseto della grotta»;
15. giovedì 4 marzo 1858: circa ottomila persone attendevano un miracolo alla grotta. La visione sarebbe stata silenziosa. Per venti giorni Bernadette non sentì più l'invito a recarsi alla grotta;
16. giovedì 25 marzo 1858: l'apparizione si sarebbe mostrata a Bernadette per dirle in occitano bigordino (la lingua che parlava Bernadette), alzando gli occhi al cielo e giungendo le mani: «Que soy era Immaculada Councepciou». Bernadette ripeté questa frase, che non comprendeva, e corse a dirla al parroco, che ne rimase turbato: quattro anni prima papa Pio IX aveva fatto dell'espressione Immacolata Concezione un dogma e Bernadette disse di ignorare che essa designava la Vergine Maria.[6] Il roseto non è mai fiorito;
17. mercoledì 7 aprile 1858: il dottor Douzous dichiarò che la fiamma del cero che Bernadette teneva durante l'apparizione circondava la sua mano senza bruciarla;
18. giovedì 16 luglio 1858: sarebbe stata l'ultima apparizione. Una palizzata impediva l'accesso alla grotta. Bernadette attraversò il Gave e disse di aver visto la Vergine esattamente come se ella si fosse trovata davanti alla grotta.

### Gli ultimi anni
Turbata dall'interesse che stava richiamando su di sé, Bernadette si trasferì presso la scuola-convitto tenuta dalle Suore della Carità di Nevers, dove alla fine imparò a leggere e scrivere.
Si ritirò poi presso il convento delle Suore della Carità di Nevers all'età di 22 anni, nel 1866. Trascorse lì gli ultimi anni della sua breve esistenza, lavorando come assistente nell'infermeria e poi come sacrestana, creando inoltre ricami per abiti d'altare e vesti. Durante un grave attacco d'asma, chiese l'acqua della sorgente di Lourdes, e i suoi sintomi regredirono per non tornare più. Tuttavia non cercò di curarsi nello stesso modo quando più tardi si ammalò di tubercolosi ossea al ginocchio destro.
Bernadette aveva seguito lo sviluppo di Lourdes come santuario per pellegrinaggi mentre viveva lì, ma non fu presente alla consacrazione della basilica nel 1876. Morì all'età di 35 anni, il 16 aprile 1879.

## Il culto

### Le vicende della salma
Dopo la sepoltura, il corpo venne esumato il 22 settembre 1909 e apparve in ottimo stato di conservazione. I dottori Jourdan, David e Comte, incaricati della riesumazione, affermarono che il corpo non aveva subito l'abituale processo di decomposizione. Jourdan e David rilevarono, tuttavia, la presenza di «charbon que l'on a retrouvé en assez grande quantité dans le cercueil» ("carbone che è stato ritrovato nella bara in quantità abbastanza grande"); nel suo rapporto, il dottor Comte riferisce «d'une couche assez notable de sels» ("uno strato di sali abbastanza rilevante"), attribuibile al lavaggio del corpo effettuato durante la prima esumazione. Questi dettagli fanno ipotizzare ad alcuni studiosi che il corpo di Bernadette sia stato sottoposto, prima della sepoltura, ad alcune pratiche di mummificazione che ne spiegherebbero lo stato di conservazione.
Una seconda esumazione avvenne il 3 aprile 1919 e il corpo mostrò diversi segni di decomposizione: in particolare, la relazione del dottor Comte, ripubblicata nel 1928 sul Bulletin de l'Association Médicale de N.-D. de Lourdes, specificava che «La pelle rimane su buona parte del corpo; le unghie delle mani si sono parzialmente conservate, ma sono molto mobili; il cranio è coperto da alcuni capelli corti. Le parti molli del naso sono parzialmente distrutte». Una terza esumazione, nel 1925, in vista dell'esposizione del corpo ai fedeli, presentò altri segni di decomposizione, rendendo opportuna la modellazione di una maschera di cera colorata da apporre sul viso e sulle mani del corpo di Bernadette.
Sempre nel citato Bulletin de l'Association Médicale de N.-D. de Lourdes (Nº 2 del 1928), il dottor Comte riferisce di essere stato colpito dallo stato di conservazione del fegato, del tutto inaspettato: «Dopo 46 anni si potrebbe pensare che questo organo si sarebbe decomposto o indurito, eppure quando è stato tagliato era morbido e di consistenza quasi normale: ho fatto notare ai presenti che questo non sarebbe un fenomeno naturale».
Oggi il corpo della Santa di Lourdes è esposto all'interno del convento di Saint Gildard a Nevers.

### La canonizzazione
Bernadette fu beatificata il 14 giugno 1925 da Pio XI e canonizzata nel 1933 dallo stesso pontefice, non tanto per essere stata oggetto dell'apparizione mariana, ma piuttosto per la semplicità e la santità della sua vita.

### Patronati e ricorrenze
È la santa protettrice degli ammalati e la patrona di Lourdes e dell'Hospitalité Notre Dame de Lourdes. Bernadette è inoltre la protettrice delle lavoratrici dei campi e dei pastori. Viene ricordata il 16 aprile, anche se a Lourdes viene solennemente ricordata il 18 febbraio.

## Cinema, televisione, musica e letteratura
La figura di Bernadette di Lourdes - come è principalmente conosciuta e ricordata - è stata rievocata tanto dal cinema quanto dalla televisione. La sua vita fu descritta nel romanzo di Franz Werfel Il canto di Bernadette (Das Lied von Bernadette), che fu in seguito adattato in un film di Henry King del 1943, dal titolo Bernadette, con Jennifer Jones nel ruolo della mistica che valse all'attrice il suo unico Oscar. Del 1960 è poi il film di Robert Darène Il suffit d'aimer, con Danièle Ajoret.
In seguito, la vita di Bernadette è stata presentata in Bernadette (1988), film di Jean Delannoy con Sydney Penny nel ruolo della santa e nel suo sequel La passione di Bernadette (1989), mentre è dell'anno 2000 Lourdes, una miniserie televisiva scritta - tra gli altri - da Vittorio Messori.
L'esperienza di Bernadette è anche il soggetto di una canzone di Jennifer Warnes, Song of Bernadette, scritta con Leonard Cohen (testo) e Bill Elliott (musica) e contenuta nell'album Famous Blue Raincoat del 1987. Infine del 2011 è il film Bernadette - Miracolo a Lourdes (Je m'appelle Bernadette) con Alessandra Martines nel ruolo di Louise, la madre di Bernadette.
L'11 febbraio 2024, a Lourdes, viene effettuata la prima proiezione del docufilm Cercando Bernadette di Bruno di Marcello.